# Мемориал Джефферсону
Мемориа́л Дже́фферсону — мемориальный комплекс, посвящённый третьему президенту США, «отцу-основателю» Соединённых Штатов Америки Томасу Джефферсону. Находится в столице США городе Вашингтоне. Мемориал, спроектированный Джоном Поупом, построен в неоклассическом стиле. Строительство началось в 1939 году, закончилось в 1943 году. Позднее, в 1947 году, появилась бронзовая статуя президента.
Мемориал управляется Службой национальных парков США. В 2004 году занял четвёртое место в списке 150 любимых американских сооружений по версии Американского института архитекторов.

## История
История мемориала начинается с 1901 года, когда комиссия по паркам, организованная Конгрессом, хотела построить какой-нибудь памятник на месте, где сейчас стоит мемориал, однако Конгресс по этому вопросу решения не принял.
В 1934 году, после некоторого «лоббирования» Франклина Рузвельта, являющегося поклонником Джефферсона, а также убеждениям конгрессмена Джона Дж. Бойлана, комиссия Конгресса решила выделить три миллиона долларов на постройку памятника третьему президенту США. Члены комиссии утвердили Джона Поупа в качестве архитектора в 1935 году. Он был известен также как архитектор здания Национального архива США, а также западного здания Национальной галереи искусства. Им было подготовлено четыре разных плана мемориала, и каждый на различной территории: по первому плану мемориал должен был находиться на Анакостии в конце Восточной Капитолийской улицы; по второму — в Линкольн-парке, по третьему — на южной стороне Национальной аллеи напротив здания Национального архива США, и, наконец, по четвёртому — на Периодическом бассейне, южнее Белого дома. Комиссия предпочла последний вариант, главным образом потому, что это было самое видное место из всех и потому что этот план закончил бы архитектурное расположение четырёх объектов (Белого дома, Капитолия, мемориала Линкольну и мемориала Джефферсону), образующих четырёхугольник.

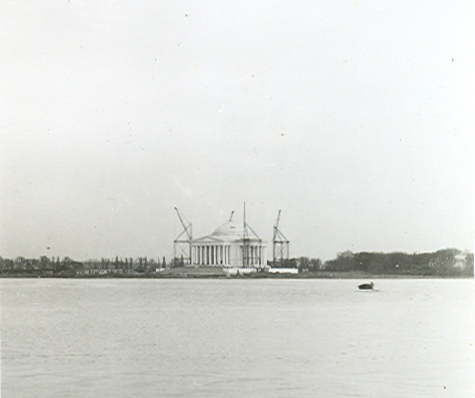
Недостроенный мемориал в мае 1941 года

Изготовление конструкции мемориала началось 15 декабря 1938 года; первый камень в основание был заложен 15 ноября 1939 года президентом Франклином Рузвельтом. После того, как в 1937 году умер Джон Поуп, строительство продолжалось архитекторами фирмы «Эггерс и Хиггинс», при этом дизайн мемориала был изменён комиссией на более консервативный.
В 1939 году комиссия провела конкурс, чтобы выбрать скульптора для статуи президента в центре мемориала; им стал Рудольф Эванс.
Мемориал был торжественно открыт президентом Рузвельтом 13 апреля 1943 года, в 200-ю годовщину со дня рождения Джефферсона, и с этого дня был объявлен национальным мемориалом. В это время статуя ещё не была закончена, окончательно её установили только в 1947 году.
Мемориал вошёл в национальный реестр исторических мест США 15 октября 1966 года.

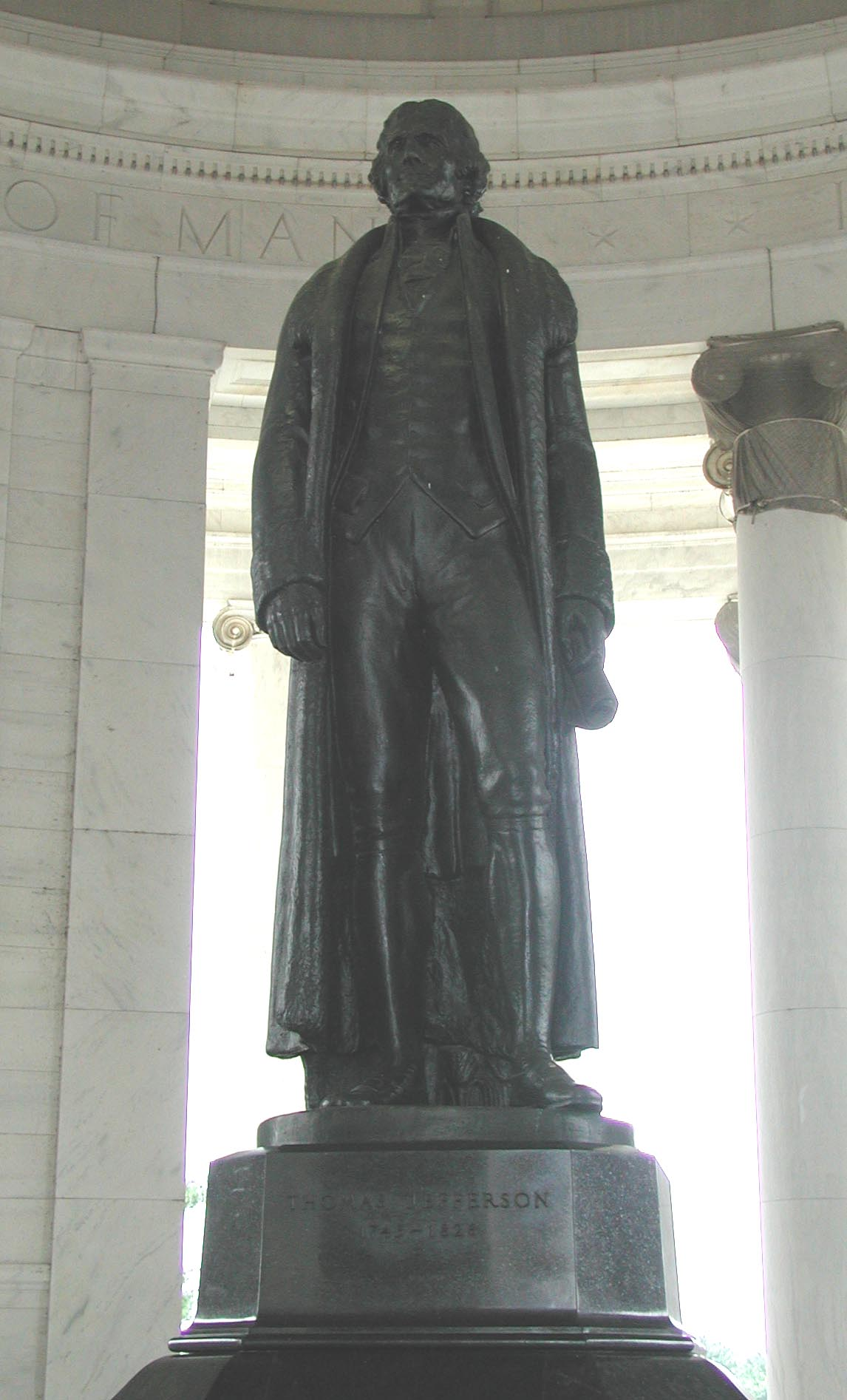
Статуя Джефферсона в центре мемориала